# James Hope-Johnstone
James Hope-Johnstone (23 août 1741 - 29 mai 1816) est un représentant écossais et chef militaire.

## Biographie
Il est le fils de John Hope (2e comte de Hopetoun), et de sa première épouse, Anne Ogilvy, fille de James Ogilvy, 5e comte de Findlater.
Établi dans une carrière militaire, il est de 1758 à 1764, Enseigne (officier subalterne) dans l'armée britannique.
Il devient comte de Hopetoun à la mort de son père en 1781. Il est Lord Lieutenant du West Lothian de 1794 à 1816 et siège à la Chambre des lords en tant que représentant écossais de 1784 à 1790 et de 1794 à 1796.
En 1786, il est élu membre de la Royal Society of Edinburgh. Ses parrains sont John Walker, James Hutton et Henry Cullen.

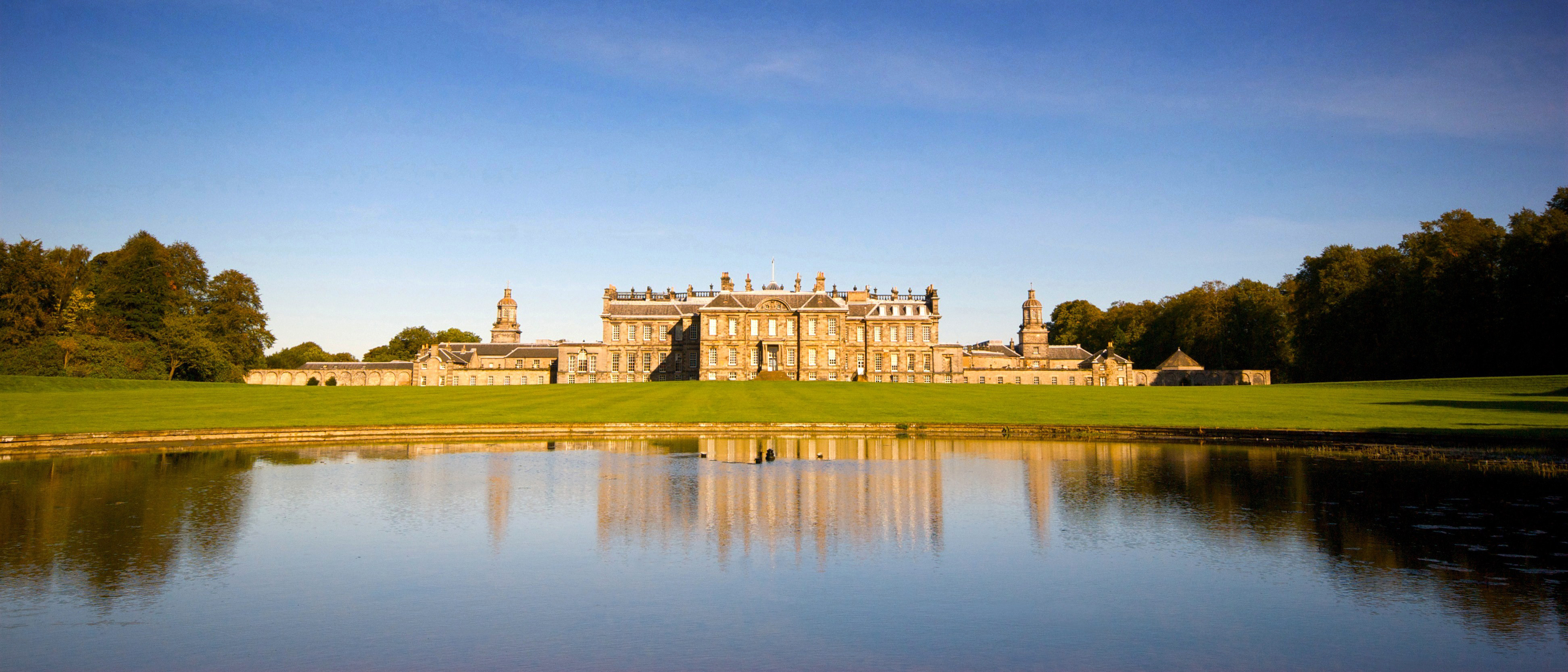
Hopetoun House

En 1809, il est créé baron Hopetoun, de Hopetoun dans le comté de Linlithgow, dans la pairie du Royaume-Uni, avec le reste aux héritiers de son père. En 1792, il succède de jure au cinquième comte d'Annandale et Hartfell à la mort de son grand-oncle, sans jamais revendiquer le titre. Il hérite également des domaines de la famille Johnstone et prend ce nom de famille en plus de celui de Hope.
Il meurt à Hopetoun House le 29 mai 1816.

## Famille

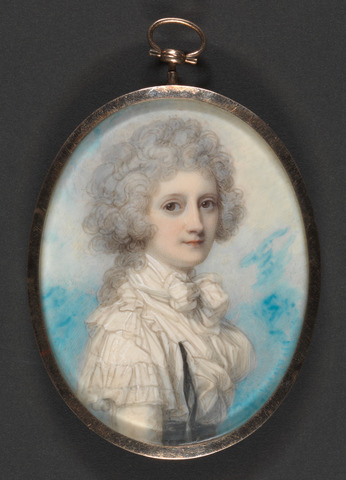
Elizabeth, comtesse de Hopetoun

Lord Hopetoun épouse Elizabeth Carnegie (décédée en 1793), fille de George Carnegie (6e comte de Northesk), en 1766. Ils ont cinq filles. Lord Hopetoun survit à Elizabeth plus de vingt ans et meurt en mai 1816, à l'âge de 74 ans. Son demi-frère, John Hope (4e comte de Hopetoun), lui succède comme comte de Hopetoun. La revendication des comtés d'Annandale et de Hartfell est transmise à sa fille aînée, Lady Anne, qui épouse William Johnstone Hope.
Sa fille Georgiana Hope-Johnstone (décédée en 1797) épousa Andrew Cochrane, le plus jeune fils de Thomas Cochrane (8e comte de Dundonald), en 1793; Cochrane ajoute "Johnstone" à son nom pour devenir Andrew Cochrane-Johnstone. Il a une carrière mouvementée dans l’armée et au Parlement qui se termine par sa participation à la grande fraude boursière de 1814.
Charles Hope (Lord Granton), Henry Dundas (1er vicomte Melville) et Patrick Murray d'Ochtertyre sont ses beaux-frères.